# Presidium do Politburo do Partido dos Trabalhadores da Coreia
O Presidium do Bureau Político do Partido dos Trabalhadores da Coreia ou simplesmente o Presidium, é um comitê formado pela alta liderança do Partido dos Trabalhadores da Coreia. Historicamente, é composto por um a cinco membros, atualmente conta com cinco membros. Seu propósito oficial é conduzir discussões de políticas e tomar decisões sobre questões importantes quando o Politburo, um órgão de decisão maior, não estiver em sessão. Enquanto o Presidium, em teoria, se reporta ao Politburo, que por sua vez se reporta ao maior Comitê Central, na prática, o Presidium é supremo sobre seus órgãos paternos e atua como o órgão decisório mais poderoso da Coreia do Norte. Como a Coreia do Norte é um Estado de partido único, as decisões do Presidium de facto têm força de lei. Seu papel é aproximadamente análogo ao do Comitê Permanente do Politburo do Partido Comunista da China. 
O Presidium foi revitalizado na 3º Conferência do PTC, com quatro novos membros nomeados: Choe Ryong-hae (Presidente do Presidium da Assembleia Popular Suprema, chefe de estado), Choe Yong-rim (Premier, chefe de governo), vice-marechal Jo Myong-rok (Diretor do Departamento Político Geral do Exército do Povo da Coreia ) e vice-marechal Ri Yong-ho (Chefe do Estado Maior). A nomeação de dois oficiais militares foi considerada por observadores externos como estando de acordo com a política militar de Kim Jong-il. Acreditava-se que Ri Yong-ho era a escolta militar pessoal de Kim Jong-un na época, semelhante ao papel de Oh Jin-u durante o governo inicial de Kim Jong-il. Na 4ª Conferência, o Chasu Choe Ryong-hae foi nomeado para o Comitê Permanente.

## Composição
| Legenda | Legenda |
| ------- | --- |
| ₪       | Indica que o indivíduo é um membro da família Kim, seja por casamento ou por sangue.                                                                                               |
| ♮       | Indica que o indivíduo foi removido como um membro do Presidium. |
| ♣       | Indica que o indivíduo é pessoal militar. |
| Nota    | Se dois símbolos são usados na mesma coluna, isso indica que o indivíduo é ambos. Por exemplo, "♮♣" indica que o indivíduo foi removido do Presidium (♮) e do pessoal militar (♣). |

| Nome (nascimento–morte)    | Hangul | S  | Assumiu o cargo        | Deixou o cargo          | Comitê Central |
| -------------------------- | ------ | -- | ---------------------- | ----------------------- | -------------- |
| Choe Ryong-hae (1950–)     | 최룡해 | ♣  | 12 de abril de 2012    | —                       | 6º–7º          |
| Choe Yong-rim (1930–)      | 최영림 | ♮  | 28 de setembro de 2010 | 1 de abril de 2013      | 6º             |
| Hwang Pyong-so (1949–)     | 황병서 | ♣  | 9 de maio de 2016      | —                       | 7º             |
| Jo Myong-rok (1928–2010)   | 조명록 | ♣  | 28 de setembro de 2010 | 6 de novembro de 2010   | 6º             |
| Kim Il (1910–1984)         | 김일   | —  | 14 de outubro de 1980  | 9 de março de 1984      | 6º             |
| Kim Il-sung (1912–1994)    | 김일성 | ₪  | 14 de outubro de 1980  | 8 de julho de 1994      | 6º             |
| Kim Jong-il (1941–2011)    | 김정일 | ₪  | 14 de outubro de 1980  | 17 de dezembro de 2011  | 6º             |
| Kim Jong-un (born 1982/84) | 김정은 | ₪  | 11 de abril de 2012    | —                       | 6º–7º          |
| Kim Yong-nam (born 1928)   | 김영남 | —  | 28 de setembro de 2010 | 11 de abril de 2019     | 6º–7º          |
| O Jin-u (1917–1995)        | 오진우 | ♣  | 14 de outubro de 1980  | 25 de fevereiro de 1995 | 6º             |
| Pak Pong-ju (born 1939)    | 박봉주 | —  | 9 de maio de 2016      | —                       | 6º–7º          |
| Ri Yong-ho (born 1942)     | 리영호 | ♣♮ | 28 de setembro de 2010 | 20 de julho de 2012     | 6º             |
| Ri Jong-ok (1916–1999)     | 리정옥 | ♮  | 14 de outubro de 1980  | 17 de junho de 1983     | 6º             |